# 라니케
라니케(현대 그리스어: Λανίκη, 라틴어: Lanike 또는 Lanice)는 드로피다스의 딸로 클레이토스의 누이이며, 알렉산더 대왕의 유모다. (헬라니케(Hellanike), 알라크리니스 (Alacrinis) 등으로 불리기도 한다.) 그녀는 기원전 380년 경에 태어난 것으로 추정된다. 기원전 334년, 밀레토스 공성전에 죽은 프로테아스와 그녀의 어머니와 두 아들처럼 그녀의 어머니에 의해 이름지어졌기 때문이다. 그녀의 남편은 올린토스의 안드로니쿠스인 것으로 추정된다.